# استفان اشنابل
استفان اشنابل (آلمانی: Stefan Schnabel؛ ‏ ۲ فوریهٔ ۱۹۱۲ – ۱۱ مارس ۱۹۹۹) بازیگر آلمانی‌الاصل اهل ایالات متحده آمریکا بود. وی بین سال‌های ۱۹۳۳ تا ۱۹۹۲ میلادی فعالیت می‌کرد.
از فیلم‌ها یا برنامه‌های تلویزیونی که وی در آن نقش داشته‌است، می‌توان به کارت سبز، فروید: عشق مخفی، هودینی، آمریکایی زشت، فایرفاکس، روز بیست و هفتم، شهر بی‌ترحم، آنا، بیگ شو و پرده آهنین اشاره کرد.